# فيزياء المواد
فيزياء المواد هي استخدام الفيزياء لوصف الخصائص الفيزيائية للمواد. وهو توليف العلوم الفيزيائية مثل الكيمياء، وفيزياء الحالة الصلبة، وعلوم المواد. تعتبر فيزياء المواد مجموعة فرعية من فيزياء المادة المكثفة وتطبق مفاهيم المادة الأساسية المكثفة على الوسائط المتعددة المراحل المعقدة، بما في ذلك المواد ذات الأهمية التكنولوجية.

## اقرأ أيضًا
- علم المواد